# Kétöles-patak
A Kétöles-patak Nyirádtól délre ered, Veszprém vármegyében. A patak forrásától kezdve déli irányban halad, Szigligetig, ahol beletorkollik a Balatonba.
A Kétöles-patak vízgazdálkodási szempontból a Balaton-közvetlen Vízgyűjtő-tervezési alegység működési területéhez tartozik.

## Part menti települések
- Nyirád
- Tapolca
- Raposka
- Hegymagas
- Szigliget